# 大炊御門信嗣
大炊御門 信嗣（おおいのみかど のぶつぐ）は、鎌倉時代中期から後期にかけての公卿。内大臣・大炊御門冬忠の子。官位は従一位・太政大臣。大炊御門、または嵯峨と号する。大炊御門家7代当主。

## 出自
『公卿補任』正元元年（1259年)に大炊御門信嗣が従三位に叙せられた時の記事、および『尊卑分脈』大炊御門信嗣の項では筑前守・藤原長宗の女が信嗣の母とあるが、『尊卑分脈』中院通成の項では通成の女が大炊御門太相母とある。藤原長宗の女を中院通成の養女にした可能性もある。中院通成は緒家に女を嫁がせており、西園寺実兼に嫁した従一位顕子は西園寺公衡、西園寺鏱子、今出川公顕を産んでいる。また三条実重に嫁した女は三条公茂を産んでいる。大炊御門家としても中院通成と縁戚となることに利点を見出したとすると、藤原長宗の女を中院通成の養女にした可能性は十分にあると考えられる。

## 経歴
以下、『公卿補任』の記事に従って記述する。
- 正元元年（1259年）7月27日、従三位に叙せられ公卿に列す。左近衛中将は元の如し。
- 文応元年（1260年）3月29日、陸奥権守に任じられ、同年8月28日に正三位に叙せられる。
- 弘長2年（1262年）7月3日、右近衛中将に転任。
- 文永3年（1266年）10月24日には権中納言に昇進する。
- 文永4年（1267年）1月5日、従二位に昇叙。同年4月8日、勅授帯剣。
- 文永5年（1268年）1月5日に正二位に叙されるが、同年9月9日に父・冬忠が薨去したため喪に服す。
- 文永7年（1271年）1月21日、権大納言に任じられる。
- 正応元年（1288年）7月11日に権大納言から大納言に転正した。同年11月8日、左近衛大将を兼任する。
- 正応2年（1289年）閏10月14日、大納言兼左近衛大将のまま従一位に叙せられる。
- 正応3年（1290年）4月27日には任大臣兼宣旨があり6月8日に内大臣に任じられた。同日、左近衛大将の兼宣旨があるが、7月21日に左近衛大将を辞し、12月20日には上表して内大臣を辞した。
- 延慶2年（1309年）10月15日、太政大臣に任じられる。
- 延慶3年（1310年）12月13日に上表して太政大臣を辞した。翌延慶4年（1311年）3月20日、薨去。なお、信嗣以後に大炊御門家で太政大臣に任ぜられた者はいない。

## 従一位の大納言
弘安6年（1283年）12月20日に堀川基具は従一位に叙せられ、翌弘安7年（1284年）1月13日に大納言を辞し、そののち大臣に準じて朝参すべしという宣下を受けた。また弘安8年（1285年）3月6日には前大納言正二位行兵部卿藤原良教が従一位に叙せられ兵部卿を辞している。西園寺実兼と大炊御門信嗣は大臣でなく従一位に叙せられた3例目と4例目になるが、従一位昇叙のあとに大納言を辞することなく内大臣に昇進している点が、前二者と異なる。
西園寺実兼の女である西園寺鏱子は、弘安11年（1288年）4月27日、従三位に叙せられ、正応元年（1288年）6月2日、前年に即位した伏見天皇のもとに入内、同月8日女御、さらに同年8月20日には中宮となった。西園寺実兼が大納言兼右近衛大将のまま従一位に叙せられた背景は鏱子の入内・立后にあると推察できるが、信嗣にとっては年齢も序列も下である者に超越されたことになる。さらに内大臣昇進も実兼に先を越されたため、信嗣を慰撫するため、あるいは信嗣からの申し入れによって大納言兼左近衛大将のまま従一位に叙されたと見ることができる。また伏見天皇が即位するまで西園寺実兼と大炊御門信嗣が昇進できなかったということは、本郷和人が主張するように西園寺実兼は持明院統派であった傍証であると考えられ、大炊御門信嗣も同様に持明院統派であったのではないかと推測できる。

## 前内大臣から太政大臣への補任
寛元4年（1246年）に久我通光が前内大臣から太政大臣に補任されたが、この時までに前内大臣から太政大臣に任ぜられた者はいなかったのである。久我通光の昇進を先例として、鎌倉時代に前内大臣から太政大臣に昇進したのは徳大寺実基、西園寺実兼、洞院公守、土御門定実、大炊御門信嗣、三条実重、久我通雄である。この時代、摂関家が五つに分立し摂家の嫡男が若くして大臣に昇進することが多く、加えて西園寺家から嫡男以外の大臣も輩出したため、前内大臣から太政大臣へという昇進ケースが生み出されたと考えられる。そういう中で西園寺実兼が前内大臣から太政大臣に昇進していることには一考を要する。

## 系譜
- 父：大炊御門冬忠（1218-1268）
- 母：中院通成の養女 - 筑前守藤原長宗の女か?
- 妻：左近衛中将頼俊朝臣の娘
  - 長男：大炊御門良宗（1260-1307）
- 妻：惟宗昌俊の娘
  - 次男：大炊御門嗣雄（?-1325）